# Notatki kodowe
Notatki kodowe – instrument w procesie kodowania otwartego, zgodnie teorią ugruntowaną, która wykorzystywana jest podczas analizy danych jakościowych. Są formułowane jako pojedyncze fragmenty danych, które zostały połączone w różne klasy lub kategorie wraz z systemem ich wyszukiwania. Kategorie kodowe dopuszczają kodowanie danych w celu testowania hipotez, wynikających z wcześniej przyjętych teorii. Badacze tworzą kody posiłkując się bezpośrednim wglądem w dane oraz ich dokładną analizą.

## Kodowanie otwarte
Badacze tworzą kody, posiłkując się bezpośrednim wglądem w dane oraz ich dokładną analizą. Wyróżniane są dwa istotne aspekty kodowania:
- Każda jednostka kodowa może zostać użyta więcej niż jeden raz.
- Można zastosować kody hierarchiczne.

## Teoria ugruntowana
W metodzie teorii ugruntowanej do procesu kodowania inkorporowane jest zastosowanie notatek, dla siebie i innych osób zaangażowanych w projekt badawczy. Różnicują się one na:
- Notatki kodowe – określają nazwy kodów oraz ich znaczenie. Odgrywają ważną rolę, ponieważ większość pojęć, poza naukowym znaczeniem technicznym, ma także znaczenie potoczne. Odnotowanie rozumienia danego kodu jest więc niezbędne.
- Notatki teoretyczne – dotyczą wielu różnych zagadnień: refleksji nad wymiarami pojęcia, głębszym znaczeniem pojęć, związków między nimi, też teoretycznych. Notowanie myśli jest bardzo istotne w analizie jakościowej.
- Notatki operacyjne – obejmują kwestie metodologiczne, mogą zwracać uwagę na okoliczności zbierania danych, które prawdopodobnie okażą się użyteczne dla rozumienia tych informacji w przyszłości, a także zawierać wskazówki dla przyszłego zbierania danych.

Niejednokrotnie uzyskuje się możność lepszego przemyślenia związków pomiędzy pojęciami, dzięki stworzeniu graficznego diagramu, zwanego mapą pojęciową.